# Krzysztof Kmieć
Krzysztof Kmieć (ur. 13 marca 1950 w Cieplicach Śląskich-Zdroju, zm. 13 marca 2011 w Krakowie) – doktor nauk farmaceutycznych, twórca ekslibrisów. 

## Życiorys
Uczęszczał do I Liceum Ogólnokształcącego w Tarnowie, studia ukończył na krakowskiej Akademii Medycznej. Doktorat uzyskał w 1997 na podstawie rozprawy Ocena zawartości escyny w nasionach kasztanowca Aesculus hippocastanum L.. Był pracownikiem naukowym Katedry Farmakognozji Collegium Medicum Uniwersytetu Jagiellońskiego, a w latach 2002-2005 członkiem Senatu tej uczelni. Prowadził badania właściwości roślin leczniczych, a szczególnie kasztanowca. Zmarł w 2011 i jest pochowany na cmentarzu Rakowickim w Krakowie.

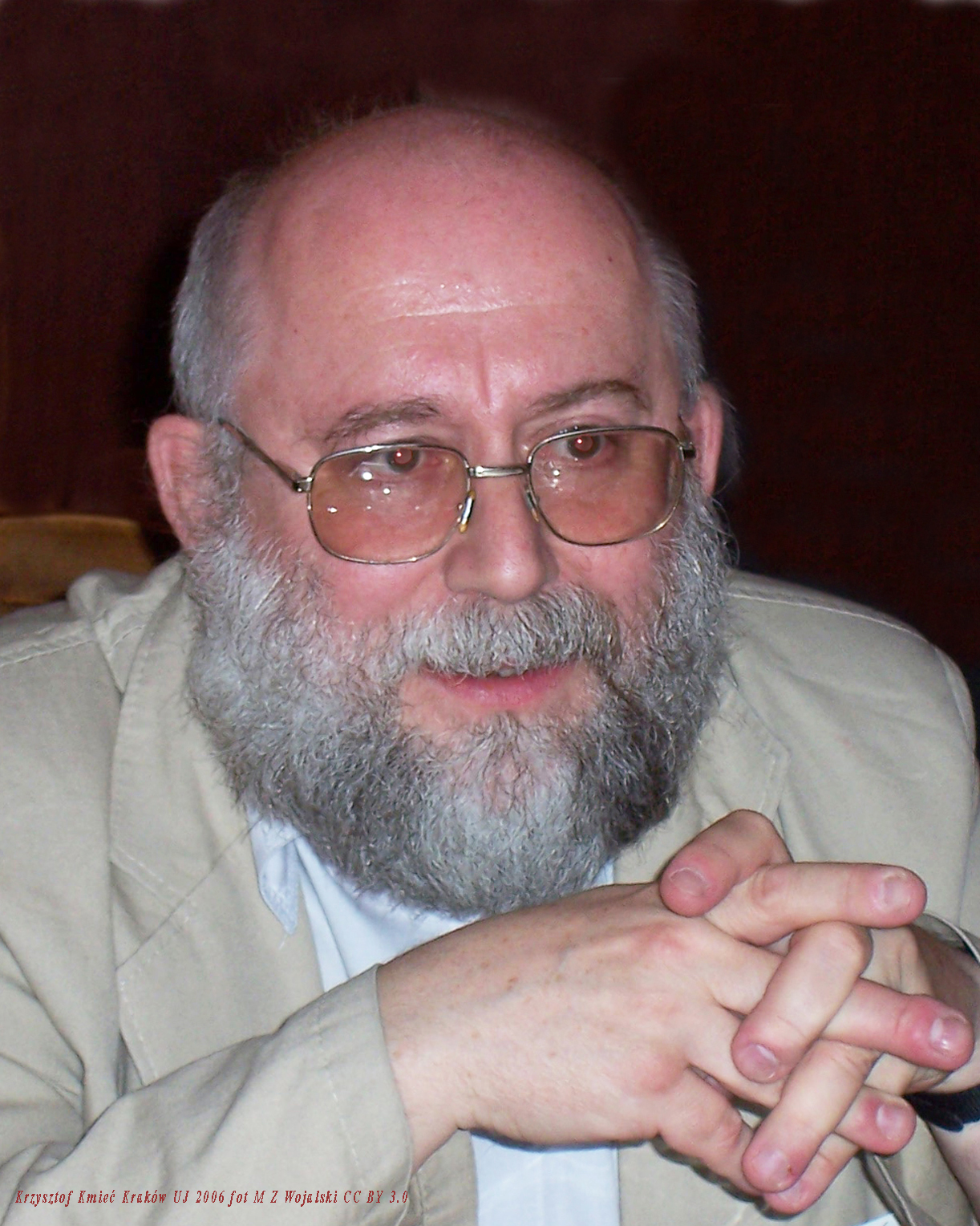
dr Krzysztof Kmieć (1950–2011) naukowiec, twórca ekslibrisów

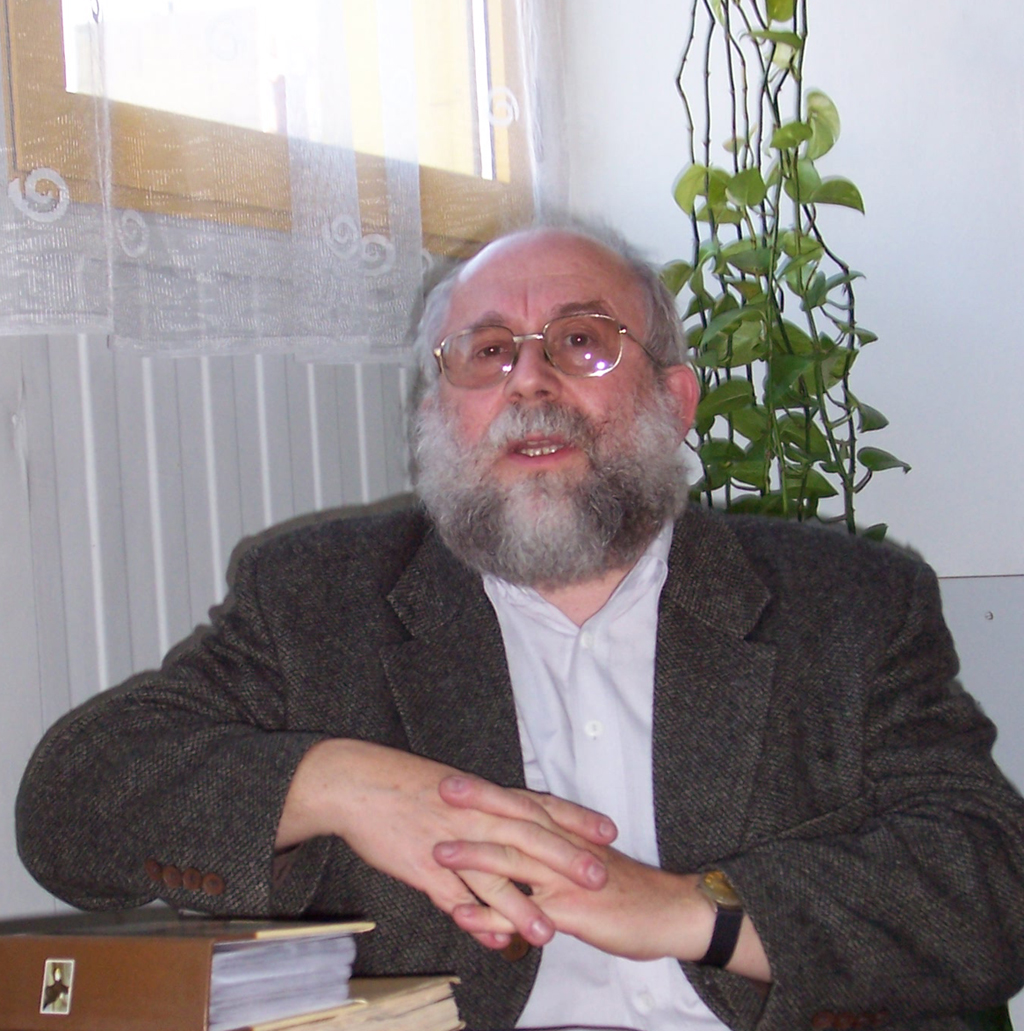
dr Krzysztof Kmieć (1950–2011) twórca ekslibrisów na swojej wystawie w Widzewskiej Galerii Ekslibrisu

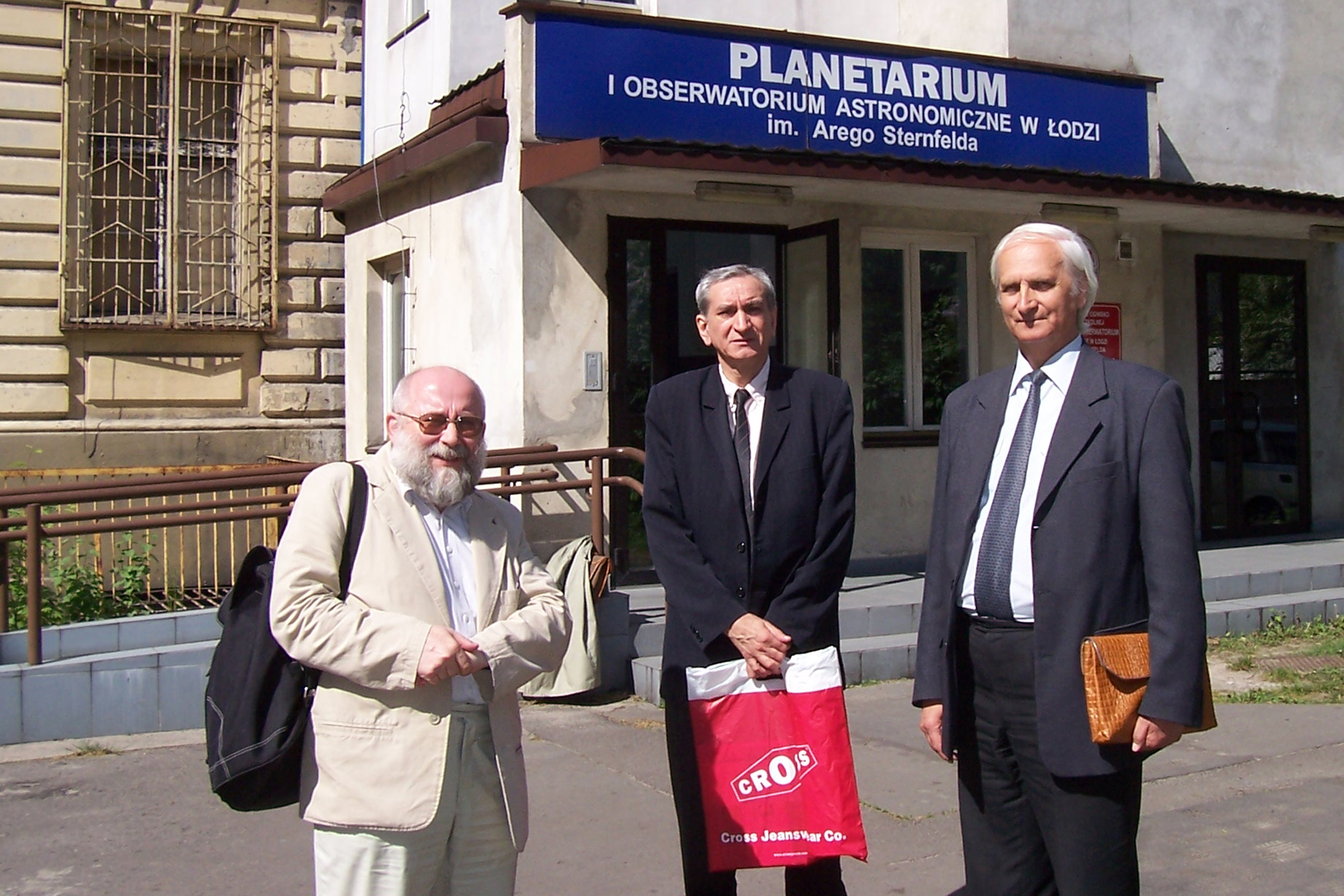
Krzysztof Kmieć po otwarciu swojej wystawy ekslibrisów "Kosmos" 15 maja 2006 r. w Planetarium i Obserwatorium Astronomicznym im Arego Sternfelda w Łodzi (autor po lewej, po prawej Andrzej Znamirowski, w środku Arkadiusz Rejter)

## Ważniejsze publikacje książkowe
- Rośliny lecznicze w "Panu Tadeuszu", Wydawnictwo Kontekst, Poznań 2002 (wyd. 2 – 2005)
- Ekslibrisy farmaceutów, Wydawnictwo Uniwersytetu Jagiellońskiego, 2004, ISBN 83-233-1796-8
- Ekslibrisy, Wydawnictwo Scriptum, Kraków 2005
- Ekslibrisy aktorów polskich, Cieszyn 2006, ISBN 83-923428-2-8
- Ekslibrisy. Trzy uniwersytety, Lublin 2006
- Ekslibrisy, Stargard Muzeum, 2005, ISBN 83-919157-8-6
- Góry w ekslibrisie, Tatrzański Park Narodowy, Zakopane 2005, ISBN 83-919157-9-4
- Ignacy Łukasiewicz i jego dzieło w ekslibrisie, współautor, Kraków 2004, ISBN 83-915734-2-7
- Święci Kosma i Damian patroni farmacji jako motyw ekslibrisu, współautor, Poznań 2005, ISBN 83-88572-91-1
- Ekslibrisy wierszem pisane, współautor, PTF, Warszawa 2005, ISBN 83-919157-6-X
- Ekslibrisy historyków farmacji (współaut. Jan Majewski) Poznań 2002 ISBN 83-88572-40-7
- Motyw konia w ekslibrisie Kraków 2002 ISBN 83-912116-7-3
- Ekslibrisy. Żywioł wody Kraków 2009 ISBN 978-83-7490-211-3

## Twórczość artystyczna
Krzysztof Kmieć był twórcą ekslibrisów, które wykonywał od 1985. W swoim dorobku twórczym miał ponad 2500 ekslibrisów, w większości linorytów. Najczęściej są to wykonywane dla pracowników służby zdrowia (głównie farmaceutów), a zasadniczo pracowników naukowych wyższych uczelni ekslibrisy z motywami przyrodniczymi, zwłaszcza roślinami leczniczymi.
Ekslibrisy Krzysztofa Kmiecia znaleźć można w wielu znaczących kolekcjach publicznych i prywatnych, w kraju i za granicą, np. w Muzeum Farmacji UJ w Krakowie, Muzeum Farmacji w Łodzi i w Poznaniu, Bazylei, Lipsku, Pittsburghu, Kownie, Muzeum Okręgowym w Tarnowie, Gabinecie Grafiki Biblioteki Zakładu Narodowego im. Ossolińskich we Wrocławiu, Muzeum UMCS Lublin, ExLibris Society w Sztokholmie, Shanghai Ex Libris Society, The Medical Center University of Illinois i innych.
Uczestniczył w ponad 150 zbiorowych i ponad 130 indywidualnych wystawach ekslibrisów m.in. w Widzewskiej Galerii Ekslibrisu w Łodzi, w Stargardzie Szczecińskim, Karpaczu, Grudziądzu, Ostrowie Wielkopolskim (Międzynarodowe Biennale Małej Formy Graficznej i Ekslibrisu), Toruniu, Łodzi i wielokrotnie w Krakowie, zaś zagranicą m.in. w Szanghaju, Kownie, Lipsku, Reichenbach im Vogtland, ostatnio w Forres (Szkocja) i Villereal (Francja), a także w Kioto w Japonii, w Gallery Kyoto Ywca.
Ostatnią wystawą w Łodzi była otwarta 17 marca 2009 w Widzewskiej Galerii Ekslibrisu w Łodzi wystawa "W ogrodzie i na łące. Ekslibrisy przyrodnicze Krzysztofa Kmiecia". Wystawa ma katalog ISBN 978-83-88638-44-2
Uczestniczył w licznych konkursach na ekslibris zdobywając nagrody i wyróżnienia. Jego ekslibrisy publikowano w wielu wydawnictwach m.in. w katalogu europejskiego ekslibrisu farmaceutycznego i w katalogu "Polski ekslibris medyczny" pod red. dr. Wiktora Dziulikowskiego, który ukazał się z okazji 40-lecia Akademii Medycznej we Wrocławiu.

## Hobby
Hobby Krzysztofa Kmiecia to turystyka i podróże. Związany był z Akademickim Klubem Turystycznym "Eskulap", z którym zwiedził 30 krajów Azji, obu Ameryk i Ameryki Środkowej, oraz Spitsbergen. Odwiedził Afganistan, Birmę, Boliwię, Indie, Indonezję Meksyk, Nepal, Mongolię, kraje Bliskiego Wschodu.
Jako student wykonywał projekty znaczków okolicznościowych, związanych z rajdami turystycznymi; projektował także plakaty na potrzeby imprez studenckich. Wiele ekslibrisów wykonał dla wybitnych himalaistów polskich — Jerzego Kukuczki, Krzysztofa Wielickiego, Anny Czerwińskiej, Leszka Cichego.